# Destrucción de los registros electorales de Chile
La destrucción de los registros electorales de Chile ocurrió el 6 de julio de 1974, posterior al golpe de Estado que dio inicio a la dictadura militar encabezada por Augusto Pinochet, aduciendo supuestos vicios e irregularidades en las inscripciones electorales.

## Antecedentes
Posterior a las elecciones parlamentarias de 1973, en las que la Confederación de la Democracia no logró su objetivo de conseguir los dos tercios en el Congreso Nacional para destituir al presidente Salvador Allende, salieron a la luz pública denuncias de un supuesto fraude electoral. Una investigación de la Facultad de Derecho de la Pontificia Universidad Católica de Chile, encabezada por Jaime del Valle, establecía la existencia de un supuesto fraude electoral cifrado en alrededor de 200 mil votos, basándose dicho fraude en inscripciones falsas y adulteración de los registros.
El director del Registro Electoral, Andrés Rillón, desestimó las acusaciones señalando que la denuncia por sí misma no probaba la existencia de un fraude, a la vez que el director del Servicio de Registro Civil e Identificación, Heriberto Benquis, descartó la supuesta inscripción fraudulenta de ciudadanos, mientras que la prensa oficialista denunció que Jaime del Valle habría adulterado los datos de identificación de algunos de los votantes presentados en la investigación, reemplazando dígitos en los números de cédulas de identidad.
La denuncia de supuesto fraude electoral fue objeto de indagación por una Comisión Investigadora de la Cámara de Diputados, que fue acordada en la sesión del 18 de julio para que tuviera una duración de 60 días, siendo constituida el 24 de julio y que cesó sus funciones con la disolución del Congreso Nacional tras el Golpe de Estado en Chile de 1973, quedando la investigación inconclusa.

## Desarrollo

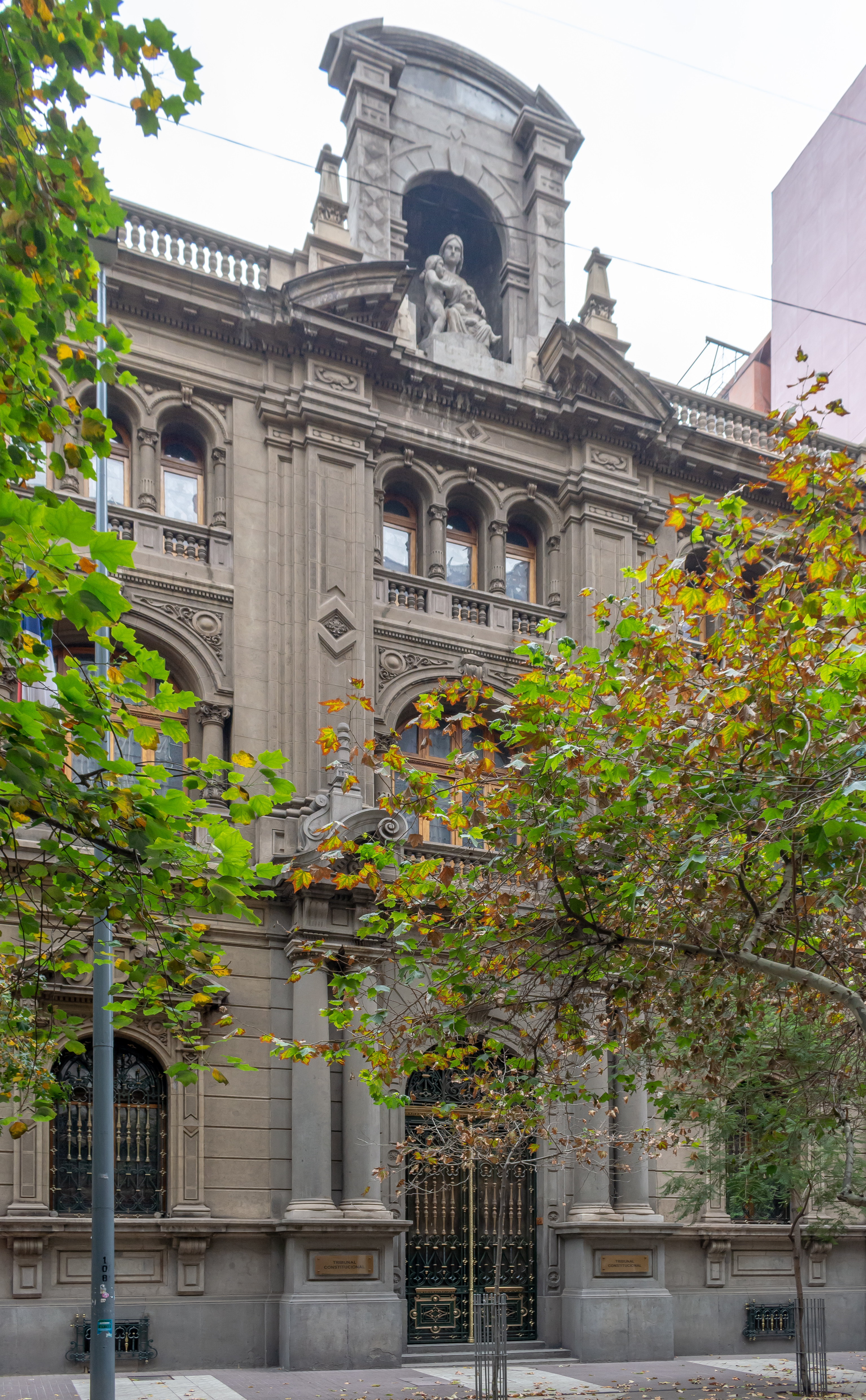
Sede de la Dirección del Registro Electoral hasta 1977.

Luego del golpe de Estado, en una sesión de la Comisión de Estudios de la Nueva Constitución —realizada el 9 de noviembre de 1973— se dejó establecida la inoperancia práctica de los registros electorales y la necesidad de su depuración. Los registros electorales existentes hasta el golpe de Estado del 11 de septiembre de 1973 fueron caducados mediante el decreto ley 130 de la Junta Militar emitido el 13 de noviembre del mismo año y que autorizaba a la Dirección del Registro Electoral para inutilizar dichos archivos.
El decreto supremo 1049 del Ministerio del Interior, emitido el 17 de junio de 1974, estableció el mecanismo mediante el cual la Dirección del Registro Electoral debía proceder a inutilizar los libros de las inscripciones electorales; para llevar a cabo dicha acción, la institución firmó contratos con industrias que realizaran el procedimiento de recuperación de materia prima del papel usado, y los ingresos producidos por la venta de dicho residuo se integrarían a la Tesorería General de la República. La destrucción de todos los registros electorales de Chile ocurrió el 6 de julio de 1974, la cual se realizó en presencia del entonces subdirector del Registro Electoral, Juan Ignacio García Rodríguez, y el Conservador de Bienes Raíces de Santiago.
La Organización de Estados Americanos (OEA) manifestó una opinión negativa respecto de dicha destrucción mediante un informe entregado en octubre de 1974:

Como, de acuerdo con el crecimiento vegetativo, el Registro Cívico de Chile debería llegar en 1970 a los cinco millones de inscritos, el número de las inscripciones fraudulentas –aún calculadas por dicho método conjetural—no excedería del cinco por ciento del total de las inscripciones.
No es concebible que a esta altura de los tiempos, con los medios técnicos de que se dispone, entre depurar un Registro Cívico en el cual se detecta un cinco por ciento de inscripciones fraudulentas, y destruirlo de raíz, se opte por esta segunda solución
Informe de la Organización de Estados Americanos (25 de octubre de 1974)

## Consecuencias
La destrucción de los registros electorales en 1974 provocó que tanto la Consulta Nacional de 1978 como el plebiscito sobre la nueva Constitución Política de 1980 se realizaran sin control sobre los votantes y solo se exigiera la cédula de identidad para poder sufragar, existiendo mecanismos paralelos para intentar evitar la duplicidad de votos:
- Para la consulta nacional de 1978 el único control era el corte de la esquina superior derecha de la cédula de identidad y la adición de un sello adhesivo impreso por la Casa de Moneda de Chile. Al no existir registros electorales para determinar mesas de votación, se estableció que estas estarían distribuidas por letras, por lo que cada votante debía acudir a la mesa que le correspondiera de acuerdo a la letra inicial de su apellido paterno.[13]
- Para el plebiscito constitucional de 1980 los votantes podían acudir a cualquier mesa de votación y al momento de emitir el sufragio un integrante de la mesa receptora de sufragios le pegaba un sello adhesivo a la cédula de identidad y se entintaba el dedo pulgar derecho del votante.[14]

El 25 de febrero de 1987, bajo el mandato de la Ley 18.556 que creó el Servicio Electoral de Chile, se inició el proceso de crear nuevos registros electorales, por lo que los ciudadanos chilenos debían inscribirse en las Juntas Inscriptoras para poder participar de las votaciones; el primer ciudadano en hacerlo fue el entonces dictador Augusto Pinochet.
El 21 de noviembre de 2023, en el marco de las conmemoraciones de los 50 años del golpe de Estado de 1973, el Servicio Electoral inauguró en la sede de su Dirección Regional Metropolitana una muestra relativa a la destrucción de los registros electorales en 1974, que exhibía documentos y material audiovisual de la época.